# Jennifer Tilly
Jennifer Ellen Chan (Harbor City, California, 16 de septiembre de 1958), conocida artísticamente como Jennifer Tilly, es una actriz canadoestadounidense. Obtuvo un amplio reconocimiento por interpretar a Tiffany Valentine en la franquicia de películas de terror Child's Play (1998-presente), que la estableció como un ícono de la cultura popular y una reina del grito. Es la hermana mayor de la también actriz Meg Tilly.
Tilly había conseguido su primer gran éxito cinematográfico interpretando a Olive Neal en la comedia negra Bullets Over Broadway (1994), que le valió una nominación al Premio de la Academia de los Oscars a la Mejor Actriz de Reparto. Posteriormente obtuvo nominaciones a los premios Saturn y MTV por su actuación en el thriller neo-noir Bound (1996). Desde 1999, Tilly ha prestado su voz a Bonnie Swanson en la serie de comedia animada Family Guy.
Otras apariciones cinematográficas de Tilly incluyen Let It Ride (1989), The Fabulous Baker Boys (1989), Made in America (1993), The Getaway (1994), Edie & Pen (1996), House Arrest (1996), Mentiroso compulsivo (1997), Con los ojos del corazón (1998), Stuart Little (1999), Dancing at the Blue Iguana (2000), The Cat's Meow (2001), Monsters, Inc. (2001), La Mansión Embrujada (2003), Home on the  Range (2004) y Tideland (2005).  Sus créditos teatrales incluyen las reposiciones de Broadway de The Women (2001) y Don't Dress for Dinner (2012).  Recibió un Theatre World Award en 1993 por su actuación en la obra Off-Broadway One Shoe Off.
Tilly es ganadora de un brazalete del Evento Femenino de la Serie Mundial de Póquer, la primera celebridad en ganar un torneo de la Serie Mundial.  En 2005, ganó el tercer Torneo por invitación femenina del World Poker Tour.  Fue nominada al premio Spirit of Poker Living Legend de PokerListing en 2014 y, a partir de 2019, sus ganancias en torneos en vivo superaron el millón de dólares.

## Biografía
Es hija de Harry Chan, un vendedor de coches usados de ascendencia china, y de la profesora canadiense Patricia Tilly, gracias a esto Jennifer cuenta con la ciudadanía de ambos países. Cuando Jennifer solamente tenía cinco años, Patricia y Harry se divorciaron, casándose su madre posteriormente con un hippie llamado John Ward, quien se convertiría en el padrastro de la futura actriz, que en este período residía, junto a su madre, su padrastro y su hermana  Meg, en Canadá, donde ella paso la mayor parte de su infancia y adolescencia.
Trasladada a Misuri, Jennifer comenzó a actuar en su adolescencia representando obras teatrales. Tras pasar por la Stephens Collage a comienzos de los años 1980, hizo sus primeros trabajos como intérprete al margen de la escena teatral.

## Carrera actoral
Comenzó su carrera en la adolescencia, integrándose al programa de teatro en el Stephens College en Misuri.
Su primer rol en una película fue de una camarera cantante en The Fabulous Baker Boys en 1989, en una parte que fue escrita especialmente para ella por Steve Kloves. Fue nominada al Premio Oscar a la mejor actriz de reparto por la actuación en la película de Woody Allen Balas sobre Broadway (Bullets Over Broadway) de 1994.

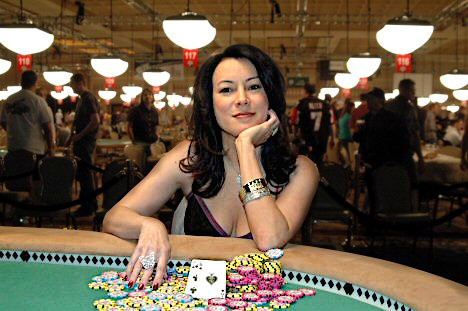
Tilly, ganadora de las Series Mundiales de Póker (2005)

Tilly ha ganado algo de popularidad debido a su trabajo como Tiffany en la cuarta entrega de la serie de películas de Chucky. En la misma saga, en Seed of Chucky, realizó un papel doble, no solo incluyendo su voz para Tiffany, sino como la versión exagerada de ella misma.
Es un personaje semi -regular en la serie Padre de familia, realizando la voz de la vecina de la familia Griffin, Bonnie. Además, ha hecho el trabajo vocal para la película Monsters, Inc. y la serie Hey Arnold!.
Es aficionada al póker en su variante Texas Hold'em, el 27 de junio del 2005, ganó un brazalete de las WSOP Series Mundiales de Poker, en el Ladies Event. Posteriormente a esa fecha ha aparecido en varios programas de póker, como Poker after dark de la NBC, jugando contra algunos de los profesionales más reputados.
Estuvo casada con el productor de Los Simpson, Sam Simon desde 1984 hasta 1991.

## Filmografía

### Cine
| Año  | Película                                        | Papel                       |
| ---- | ----------------------------------------------- | --------------------------- |
| 1984 | No Small Affair                                 | Mona                        |
| 1985 | Locademia de conductores                        | Amy Hopkins                 |
| 1985 | Click, Click                                    | Mona                        |
| 1986 | Inside Out                                      | Amy                         |
| 1987 | Él es mi chica                                  | Lisa                        |
| 1988 | El hotel de los fantasmas                       | Miranda                     |
| 1988 | Rented Lips                                     | Mona Lisa                   |
| 1988 | Remote Control                                  | Allegra James               |
| 1988 | Johnny superstar                                | Connie Hisler               |
| 1989 | Los fabulosos Baker Boys                        | Mónica Morán                |
| 1989 | Let It Ride                                     | Vicki                       |
| 1989 | Far from Home                                   | Amy                         |
| 1991 | Cuerpos ardientes                               | Talbot                      |
| 1991 | The Doors: la leyenda                           | Okie Girl (no acreditada)   |
| 1992 | La sombra del lobo                              | Igiyook                     |
| 1993 | Made in America                                 | Stacy                       |
| 1993 | At Home with the Webbers (TV)                   | Miranda Webber              |
| 1994 | Balas sobre Broadway                            | Olive Neal                  |
| 1994 | Double Cross (Video)                            | Melissa                     |
| 1994 | The Getaway                                     | Fran Carvey                 |
| 1994 | De cabeza (TV)                                  | Tina Abbot                  |
| 1995 | The Pompatus of Love                            | Tarzaan                     |
| 1995 | Man With a Gun                                  | Rena Rushton/Kathy Payne    |
| 1995 | Ave de rapiña                                   | Kily Griffith               |
| 1995 | Embrace of the Vampire                          | Marika                      |
| 1996 | American Strays                                 | Patty Mae                   |
| 1996 | Bound                                           | Violet                      |
| 1996 | Arresto en casa                                 | Cindy Figler                |
| 1996 | Edie & Pen                                      | Edie Piper                  |
| 1997 | Bella Mafia (TV)                                | Moyra Luciano               |
| 1997 | The Wrong Guy                                   | Lynn Holden                 |
| 1997 | Mentiroso compulsivo (Mentiroso mentiroso)      | Samantha Cole               |
| 1998 | La novia de Chucky                              | Tiffany (Voz y Real)        |
| 1998 | Hoods                                           | Mary Crippa                 |
| 1998 | Relax... It's Just Sex                          | Tara Ricotto                |
| 1998 | Music from Another Room                         | Nina                        |
| 1999 | Play It To The Bone                             | Ringside Fan                |
| 1999 | Stuart Little                                   | Mrs. Camille Stout (voz)    |
| 1999 | Bartok the Magnificent (Video)                  | Piloff (voz)                |
| 1999 | Do Not Disturb                                  | Cathryn Richmond            |
| 1999 | Goosed                                          | Charlene Silver             |
| 1999 | La musa                                         | Ella Misma                  |
| 2000 | Dancing at the Blue Iguana                      | Jo                          |
| 2000 | The Crew                                        | Ferris 'Maureen' Lowenstein |
| 2000 | Bruno                                           | Dolores                     |
| 2000 | Cord                                            | Helen                       |
| 2001 | The Kid (TV)                                    | Camarera (voz)              |
| 2001 | Monsters, Inc.                                  | Celia Mae (voz)             |
| 2001 | Ball in the House                               | Dot                         |
| 2001 | El maullido del gato                            | Louella Parsons             |
| 2001 | Fast Sofa                                       | Ginger Quail                |
| 2001 | Las enseñanzas de la hermana Mary (TV)          | Philomena Rostovich         |
| 2001 | Dirt                                            | Prostituta                  |
| 2002 | Stage on Screen: The Women (TV)                 | Crystal Allen               |
| 2002 | El cuarto mandamiento (TV)                      | Fanny Minafer               |
| 2003 | Quiero ser famosa                               | Edna                        |
| 2003 | La mansión encantada                            | Madame Leota                |
| 2003 | Hollywood North                                 | Gillian Stevens             |
| 2003 | Las mansiones de Jericó                         | Donna Cherry                |
| 2004 | La Semilla de Chucky                            | Voz de Tiffany / Ella misma |
| 2004 | Love on the Side                                | Alma Kerns                  |
| 2004 | A Dairy Tale (Corto)                            | Grace (voz)                 |
| 2004 | Saint Ralph                                     | Enfermera Alice             |
| 2004 | Sangre por sangre 2 (El Padrino)                | Sebeva                      |
| 2004 | Home on the Range                               | Grace (voz)                 |
| 2004 | Perfect Opposites                               | Elyse Steinberg             |
| 2004 | Second Best                                     | Carole                      |
| 2005 | Tideland                                        | Queen Gunhilda              |
| 2005 | The Civilization of Maxwell Bright              | Dr. O'Shannon               |
| 2005 | Lil' Pimp (Video)                               | Miss De La Croix (voz)      |
| 2005 | Bailey's Billion$                               | Dolores Pennington          |
| 2006 | The Initiation of Sarah (TV)                    | Dr. Eugenia Hunter          |
| 2007 | Intervention                                    |                             |
| 2008 | Inconceivable                                   | Salomé 'Sally' Marsh        |
| 2008 | Bart Got a Room                                 | Melinda                     |
| 2008 | The Caretaker                                   | Miss Perry                  |
| 2008 | Deal                                            | Karen 'Razor' Jones         |
| 2009 | Empire of Silver                                |                             |
| 2009 | An American Girl: Chrissa Stands Strong (Video) | Mrs. Rundell                |
| 2010 | The Making of Plus One                          | Amber                       |
| 2011 | Renaissance Girl                                | Martha                      |
| 2011 | The Secret Lives of Dorks                       | Ms. Stewart                 |
| 2011 | 30 Beats                                        | Erika                       |
| 2011 | Return to Babylon                               | Clara Bow                   |
| 2012 | Amelia's 25th                                   | Miss Celie                  |
| 2013 | La maldición de Chucky                          | Tiffany (Humana)            |
| 2016 | A Cinderella Story: If the Shoe Fits            | Divine                      |
| 2017 | Cult of Chucky                                  | Tiffany                     |
| 2019 | 7 Days to Vegas                                 | Jennifer                    |
| 2020 | Poker Queens (documental)                       | Ella misma                  |

### Series de TV
| Año       | Serie                                | Papel                              | Notas         |
| --------- | ------------------------------------ | ---------------------------------- | ------------- |
| 1983      | Boone                                | Sonia                              | 1 episodio    |
| 1983      | Oh Madeline                          | Laurie                             | 1 episodio    |
| 1984      | Shaping Up                           | Shannon Winters                    | 1 episodio    |
| 1984-1985 | Canción triste de Hill Street        | Gina Srignoli                      | 6 episodios   |
| 1985      | Remington Steele                     | Blitzen / Eva Wilson               | 1 episodio    |
| 1986      | Cheers                               | Candi Pearson                      | 1 episodio    |
| 1986      | Stir Crazy                           | Karen                              | 1 episodio    |
| 1987      | It's Garry Shandling's Show          | Angélica                           | 2 episodios   |
| 1989      | Luz de luna                          | Enfermera Saundra                  | 1 episodio    |
| 1992      | Dream On                             | Sigue soñando                      | 1 episodio    |
| 1993      | Key West                             | Savannah Sumner / Savannah Sumners | 13 episodios  |
| 1998      | Sin City Spectacular                 |                                    | 1 episodio    |
| 1999-2011 | Padre de Familia                     | Bonnie Swanson (voz)               | 187 episodios |
| 2000      | Pigs Next Door                       | (voz)                              |               |
| 2000      | Hey Arnold!                          | Lola                               | 1 episodio    |
| 2009      | The Cleveland Show                   | Bonnie Swanson (voz)               | 1 episodio    |
| 2010      | CSI: Crime Scene Investigation       | Terpsie Pratt                      | 1 episodio    |
| 2011      | Modern Family                        | Darlene                            | 2 episodio    |
| 2011      | Drop Dead Diva                       | Ginny                              | 1 episodio    |
| 2013-2014 | Randy Cunningham: 9th Grade Ninja    | La hechicera (voz)                 | 2 episodios   |
| 2021-2024 | Chucky                               | Tiffany Valentine                  | 11 episodios  |
| 2021      | Monsters at Work                     | Celia (voz)                        | Disney+       |
| 2023-2024 | The Real Housewives of Beverly Hills | Ella misma                         | 2 episodios   |

## Premios y distinciones
Premios Óscar
| Año  | Categoría                          | Película             | Resultado |
| ---- | ---------------------------------- | -------------------- | --------- |
| 1995 | Oscar a la mejor actriz de reparto | Balas sobre Broadway | Nominada  |